# Argiope aetheroides
Argiope aetheroides es una especie de araña araneomorfa género Argiope, familia Araneidae. Fue descrita científicamente por Yin, Wang, Zhang, Peng & Chen en 1989.
Habita en China y Japón.